# بنیاد بین‌المللی مطبوعات
بنیاد بین‌المللی مطبوعات (IPI) سازمانی جهانی است که به ارتقا و حمایت از آزادی مطبوعات و بهبود شیوه‌های روزنامه‌نگاری اختصاص یافته‌است. این بنیاد در اکتبر ۱۹۵۰ در وین تأسیس شد و در حال حاضر بیش از ۱۲۰ کشور جهان عضو آن هستند.